# 可组合性
可组合性（英语：Composability）是基因网络设计的一个重要原则。在细胞内，人们可以集成不同调控水平的线路来构建更复杂基因网络。任意连接基础元件、网络模体、模块化的转录调控基因线路、蛋白级联网络等形成大型的合成生物系统，并且实现可预测行为的能力，是系统生物学家和合成生物学们追求的目标。
- 可组合性=正交性+模块化
- 适用于多层次系统（转录、翻译层次，蛋白质、多细胞群体系统）
- 可组合性，使得生物元件之间具有可预测的互相作用
- 即插即用

如今实现人工合成网络真正可设计性的局限性与细胞的生理条件息息相关。
人们预测单个元件时，模型的可靠性是值得信赖的。但是，当我们将元件组装为系统时，便会出现很多问题。首先，制约预测可靠性的因素应为菌体生长的随机性。在实验中，同一实验组的多个重复间可能存在差别，且同一实验组两次测量的数据进行拟合，得到的参数也会有所差别。在细胞内，各种层次的生理条件干涉会严重阻碍异源基因线路在宿主中的表达。

## 如何发展可组合性

### 高度的模块化
- 挖掘正交性的元件，进行标准化的元件测试和表征
- 转录调控基因线路的模块化和可组合性

2018年，Christopher Voigt实验室基于可组合的转录因子设计时序逻辑线路。通过可组合的调控逻辑-NOR gate 或非门实现细胞检查点的控制。
- 蛋白层次的调控线路，从原有蛋白中拆分出模块化的片段后再进行重新组合，创造全新的功能性蛋白

2013年，张峰课题组在哺乳动物细胞中基于双组分系统建立了光控开关系统-LITE system。TALE的 DNA结合域与光敏感蛋白CRY2和VP64转录激活域融合在一起。当 CRY2 遇到蓝光照射，蛋白复合体会改变结构与CIB1 结合，激活下游的基因的转录。CRY2与CIB1的相互作用发生在亚秒的时间尺度上。这里的蛋白质结构域是模块化的， CIB1也可以与激活因子或者抑制因子相结合。
- 基因元件之间的绝缘化：

合成生物学家希望生物系统也能像电子系统能被拆解为功能上相互独立的模块化基因元件。可是生物系统的偶联性很强。如果每个元件之间能够绝对的独立，也可被称为绝缘化或者去耦合化。2017年Zong, Y通过绝缘化处理消除了起始基因转录的核心元件—启动子和转录调控因子结合的操作子之间的功能干涉。绝缘化可以提高了元件的模块化属性和实现组装过程可预测性。原核细胞中，转录与翻译层次的绝缘化可以通过ribozymes-核糖酶实现，2012年，Lou 挖掘出正交的ribozymes ，能够切割mRNA5'端非翻译区，消除启动子对RBS的二级结构的干涉效应。2016年，Christopher Voigt实验室开发的自动化的计算机辅助工具—Cello，组装的元件中也使用了核糖酶调控序列。实验上合成设计的基因线路转入大肠杆菌中发挥功能，92%的输出状态定性来说与预测一致。
在可预测设计的研究方法上，绝缘化是一个至关重要的点，而且仍具有很大的发展空间。
- 正交性

合成生物学已经涉及跨越多个宿主，每一种模式动物都有专有的元件库。由于有些物种的遗传背景不一样，细胞间的转录和翻译系统可能存在差异。正交化元件的通用性显得尤为重要。生物元件的参数在不同宿主中保持一定的相关性才能实现模块化基因线路的在不同宿主中的通用。
- 鲁棒性的网络结构提高可预测性